# Ранц, Джозеф
Джозеф Гарри «Джо» Ранц (англ. Joseph Harry "Joe" Rantz; 31 марта 1914, Спокан, Вашингтон — 10 сентября 2007, Редмонд, Вашингтон) — американский гребец, выступавший за сборную США по академической гребле в середине 1930-х годов. Чемпион летних Олимпийских игр в Берлине, победитель и призёр многих студенческих регат.

## Биография
Джозеф Ранц родился 31 марта 1914 года в городе Спокан, штат Вашингтон.
Начал заниматься академической греблей во время учёбы в Вашингтонском университете в Сиэтле, состоял в местной гребной команде «Вашингтон Хаскис», неоднократно принимал участие в различных студенческих регатах, в частности в восьмёрках дважды выигрывал чемпионат Межуниверситетской гребной ассоциации (IRA).
Наивысшего успеха в гребле на международном уровне добился в сезоне 1936 года, когда вошёл в основной состав американской национальной сборной и благодаря череде удачных выступлений удостоился права защищать честь страны на летних Олимпийских играх в Берлине. В составе распашного экипажа-восьмёрки с рулевым в финале обошёл всех своих соперников, в том числе более чем на полсекунды опередил ближайших преследователей из Италии, и тем самым завоевал золотую олимпийскую медаль.
Окончил университет, получив степень в области химической инженерии. Впоследствии в течение 35 работал инженером в авиастроительной компании Boeing.
Биография Ранца достаточно подробно описана в книге The Boys in the Boat, посвящённой победе американской восьмёрки на Олимпиаде в Берлине.
Умер 10 сентября 2007 года в Редмонде, штат Вашингтон, в возрасте 93 лет.